# فرانك ماكنتاير
فرانك ماكنتاير (بالإنجليزية: Frank McIntyre)‏ هو ضابط أمريكي، ولد في 5 يناير 1865 في مونتغومري في الولايات المتحدة، وتوفي في 16 فبراير 1944 في ميامي بيتش في الولايات المتحدة.